# Twrch Trwyth

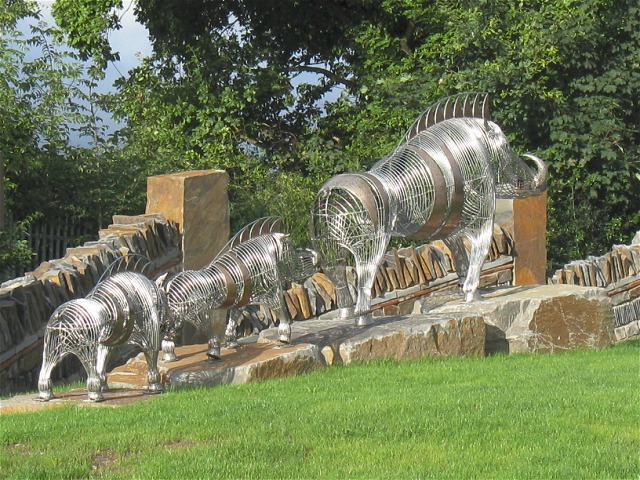
Particolare della scultura del Twrch Trwyth. di Tony Woodman.

Twrch Trwyth è un cinghiale particolarmente potente delle leggende arturiane. La caccia al cinghiale di re Artù era un soggetto popolare nella letteratura medievale gallese. Il racconto più completo appare nella storia di Culhwch e Olwen. Il cinghiale e la caccia hanno paralleli nella mitologia gallese e nella mitologia irlandese.

## Etimologia
In gallese twrch significa "cinghiale". Twrch Trwyth può essere imparentato con l'antico irlandese Orc tréith "cinghiale di Triath" del Glossario di Cormac. La studiosa Rachel Bromwich considera la forma Twyrth come una corruzione tarda. Nella sua prima apparizione nella Historia Brittonum il cinghiale si chiama Troynt, una probabile latinizzazione del gallese Trwyd. Altre evidenze che il nome originario fosse Trwyd si ritrovano nella poesia successiva.

## Historia Brittonum
La prima apparizione di Twrch Trwyth è nella Historia Brittonum (IX sec.) nella sezione de mirabilibus britanniae, una raccolte di meraviglie della Britannia. Cabal, il cane di re Artù, crea una meraviglia mentre insegue il cinghiale qui chiamato Troynt: lascia la sua impronta su di una pietra. Artù allora la pone in cima ad un mucchio di pietre e crea Carn Cabal.

## Culhwch e Olwen
Nella storia di Culhwch e Olwen Twrch è il figlio del principe Tared che viene maledetto trasformandosi in una creatura selvaggia: ha setole velenose e tra le orecchie porta un paio di forbici, un pettine e un rasoio.
Ysbaddaden, il gigante padre di Olwen, incarica Culhwch di prendere il pettine e le forbici dalla testa di Twrch. Dopo nella storia traspare anche la presenza di un rasoio nascosto lì. Questi strumenti vengono usati per tagliare e curare i capelli di Ysbaddaden. Ysbaddaden afferma che l'unico cane in grado di cacciare Twrch è Drudwyn,  il cucciolo di Greid e prosegue elencando i requisiti del guinzaglio per tenere Drudwyn, l'unico uomo forte abbastanza per tenere il guizaglio ecc. Alla fine Ysbaddaden richiede a Culhwch di cercare l'aiuto di re Artù, suo cugino, nella caccia di Twrch.
Prima della caccia Menw figlio di Tergwaedd viene inviato a verificare se il pettine e le forbici sono tra le orecchi di Twrch. Prende la forma di un uccello e vola alla tana di Twrch, dove trova il cinghiale con sette cuccioli. Menw tenta di prendere uno strumento, ma riesce solo a prendere una setola d'argento. Twrch si agita e si scuote, gettando veleno di Menw che rimane ferito.
La caccia a Twrch occupa la maggior parte della seconda parte di Culthwch e Olwen. Viene descritto in molti dettagli il percorso dell'inseguimento e chi vi partecipa. Re Artù e i suoi uomini hanno il ruolo principale nella caccia.
Dopo aver provocato la morte di molti uomini di Artù, il rasoio, le forbici e il pettine vengono ottenuti con la forza. Alla fine Twrch viene gettato in mare al largo della Cornovaglia e annega.